# Sporty wodne na Igrzyskach Imperium Brytyjskiego 1930
Sporty wodne na I Igrzyskach Imperium Brytyjskiego – zawody pływackie i w skokach do wody rozegrane w kanadyjskim mieście Hamilton w 1930 roku. Zawody obejmowały jedenaście konkurencji pływackich – sześć męskich i pięć kobiecych – oraz cztery w skokach do wody, po dwie dala kobiet i mężczyzn. Klasyfikację medalową wygrała ekipa Kanady, która zdobyła łącznie szesnaście medali.

## Tabela medalowa
| Miejsce | Państwo           | Złoto | Srebro | Brąz | Razem |
| ------- | ----------------- | ----- | ------ | ---- | ----- |
| 1.      | Kanada            | 6     | 5      | 5    | 16    |
| 2.      | Anglia            | 6     | 4      | 4    | 14    |
| 3.      | Australia         | 2     | 0      | 0    | 2     |
| 4.      | Południowa Afryka | 1     | 0      | 0    | 1     |
| 5.      | Szkocja           | 0     | 2      | 3    | 5     |
| 6.      | Walia             | 0     | 2      | 1    | 3     |
| 7.      | Nowa Zelandia     | 0     | 2      | 0    | 2     |

## Rezultaty

### Pływanie
Mężczyźni 
| Konkurencja:                             | Złoto:                                                          | Czas    | Srebro:                                                           | Czas    | Brąz:                      | Czas                       |
| 100 jardów w st. dowolnym (szczegóły)    | Munroe Bourne                                                   | 56,0    | Norman Brooks                                                     | 56,1    | Bert Gibson                | nieznany                   |
| 440 jardów w st. dowolnym (szczegóły)    | Noel Ryan                                                       | 4:39,8  | Gordon Bridson                                                    | 4:45,8  | George Burleigh            | nieznany                   |
| 1500 jardów w st. dowolnym (szczegóły)   | Noel Ryan                                                       | 18:55,4 | Gordon Bridson                                                    | 19:41,0 | George Burleigh            | nieznany                   |
| 100 jardów w st. grzbietowym (szczegóły) | James Trippett                                                  | 1:05,4  | Willie Francis                                                    | 1:05,8  | John Besford               | 1:07,0                     |
| 220 jardów w st. klasycznym (szczegóły)  | Jack Aubin                                                      | 2:38,4  | Stanley Bell                                                      | 2:39,6  | Reggie Flint               | 2:44,8                     |
| 4 × 100 jardów st. dowolnym (szczegóły)  | Kanada Bert Gibson Munroe Bourne George Burleigh Jimmy Thompson | 8:42,4  | Anglia Freddie Milton Norman Brooks Arthur Watts Joseph Whiteside | 8:42,8  | Startowały tylko 2 drużyny | Startowały tylko 2 drużyny |

 Kobiety 
| Konkurencja:                             | Złoto:                                                         | Czas   | Srebro:                                                                  | Czas   | Brąz:                                                        | Czas     |
| 100 jardów w st. dowolnym (szczegóły)    | Joyce Cooper                                                   | 1:07,0 | Ellen King                                                               | 1:07,4 | Valerie Davies                                               | nieznany |
| 440 jardów w st. dowolnym (szczegóły)    | Joyce Cooper                                                   | 5:25,4 | Valerie Davies                                                           | 5:28,0 | Sarah Stewart                                                | nieznany |
| 100 jardów w st. grzbietowym (szczegóły) | Joyce Cooper                                                   | 1:15,0 | Valerie Davies                                                           | 1:16,8 | Phyllis Harding                                              | 1:17,6   |
| 220 jardów w st. klasycznym (szczegóły)  | Celia Wolstenholme                                             | 2:54,8 | Margery Hinton                                                           | 3:04,2 | Ellen King                                                   | nieznany |
| 4 × 100 jardów st. dowolnym (szczegóły)  | Anglia Joyce Cooper Doreen Cooper Olive Joynes Phyllis Harding | 4:32,8 | Kanada Elizabeth Edwards Irene Pirie-Milton Marjorie Linton Peggy Bailey | 4:33,0 | Szkocja Cissie Stewart Ellen King Jean McDowall Jessie McVey | 4:37,0   |

### Skoki do wody
Mężczyźni 
| Konkurencja:               | Złoto:          | Czas      | Srebro:       | Czas      | Brąz:        | Czas      |
| Trampolina 3 m (szczegóły) | Alfred Phillips | 147,0 pkt | Cyril Kennett | 138,0 pkt | Arthur Stott | 127,0 pkt |
| Wieża 10 m (szczegóły)     | Alfred Phillips | 90,6 pkt  | Samuel Walker | 83,3 pkt  | Terry Scott  | 82,3 pkt  |

 Kobiety 
| Konkurencja:               | Złoto:          | Czas     | Srebro:         | Czas     | Brąz:                          | Czas                           |
| Trampolina 3 m (szczegóły) | Oonagh Whitsett | 90,1 pkt | Doris Ogilvie   | 89,7 pkt | Mollie Bailey                  | 88,7 pkt                       |
| Wieża 10 m (szczegóły)     | Pearl Stoneham  | 39,3 pkt | Helen McCormack | 38,3 pkt | Startowały tylko 2 zawodniczki | Startowały tylko 2 zawodniczki |